# Quilca (Metropolitano)
La estación Quilca es una estación intermedia del Metropolitano en la ciudad de Lima. Está ubicada en la intersección de la avenida Alfonso Ugarte con el jirón Quilca en el límite de los distritos de Breña y Cercado de Lima.

## Características
La estación está en superficie, tiene tres plataformas para embarque de pasajeros y dos ingresos en ambos extremos accesibles para personas con movilidad reducida. Dispone de máquinas de autoservicio y taquilla para la compra y recarga de tarjetas.
Próximo a la estación se ubica el Hospital Arzobispo Loayza, el Hospital San Bartolomé y la Casa del Pueblo.

## Servicios
La estación es atendida por los siguientes servicios:
| Servicio troncal | Indicador           | Lunes a viernes              | Lunes a viernes | Sábado        | Domingo       |
| Servicio troncal | Indicador           | Norte a Sur                  | Sur a Norte     | Sábado        | Domingo       |
| ---------------- | ------------------- | ---------------------------- | --------------- | ------------- | ------------- |
| Regular          | Regular B           | 10:00 - 23:00                | 10:00 - 23:00   | 05:00 - 23:00 | 05:00 - 22:00 |
| Regular          | Regular D           | 05:00 - 10:00                | 05:00 - 10:00   | Sin servicio  | Sin servicio  |
| Expreso          | Super Expreso Norte | 05:00 - 10:00                | 05:30 - 10:00   | Sin servicio  | Sin servicio  |
| Expreso          | Super Expreso Norte | 16:30 - 20:30                | 17:00 - 21:00   | Sin servicio  | Sin servicio  |
| Expreso          | Super Expreso Norte | (22 de Agosto) 06:00 - 08:00 | Sin servicio    | Sin servicio  | Sin servicio  |